# رايلي والاس
رايلي والاس (بالإنجليزية: Riley Wallace)‏ هو مدرب كرة سلة أمريكي، ولد في 25 أكتوبر 1941 في ألتون في الولايات المتحدة.